# Норделл, Питер
Питер Норделл (англ. Peter Nordell; род. 30 августа 1966, Ду-Пейдж, Иллинойс) — американский гребец, выступавший за сборную США по академической гребле в конце 1980-х годов. Бронзовый призёр летних Олимпийских игр в Сеуле, чемпион мира, победитель и призёр многих регат национального значения. Также известен как бизнесмен и менеджер нескольких крупных американских компаний.

## Биография
Питер Норделл родился 30 августа 1966 года в округе Ду-Пейдж, штат Иллинойс.
Занимался академической греблей во время учёбы в Йельском университете, состоял в местной гребной команде «Йель Булдогс», неоднократно принимал участие в различных студенческих регатах. Окончил университет в 1988 году, получив степень в области физики.
Первого серьёзного успеха в гребле добился в сезоне 1987 года, когда вошёл в основной состав американской национальной сборной и побывал на чемпионате мира в Копенгагене, откуда привёз награду золотого достоинства, выигранную в зачёте распашных рулевых восьмёрок.
Благодаря череде удачных выступлений удостоился права защищать честь страны на летних Олимпийских играх 1988 года в Сеуле. В составе экипажа-восьмёрки в финале пришёл к финишу третьим позади команд из Западной Германии и Советского Союза — тем самым завоевал бронзовую олимпийскую медаль.
После завершения спортивной карьеры в 1993 году окончил школу менеджмента при Северо-Западном университете и затем работал на руководящих постах в нескольких крупных компаниях. Так, в период 1993—1998 годов занимал должность заведующего производством в машиностроительной корпорации Eaton. Позже вплоть до 2005 года являлся сотрудником Axcelis Technologies. В конечном счёте стал сооснователем и главным исполнительным директором компании NextSlide Imaging, занимающейся разработкой программного обеспечения для медицинского оборудования.